# Dallerskål
Dallerskål (Ascotremella faginea) är en svampart som först beskrevs av Peck, och fick sitt nu gällande namn av Seaver 1930. Dallerskål ingår i släktet dallerskålar och familjen Helotiaceae.  Arten är reproducerande i Sverige. Inga underarter finns listade i Catalogue of Life.

## Källor

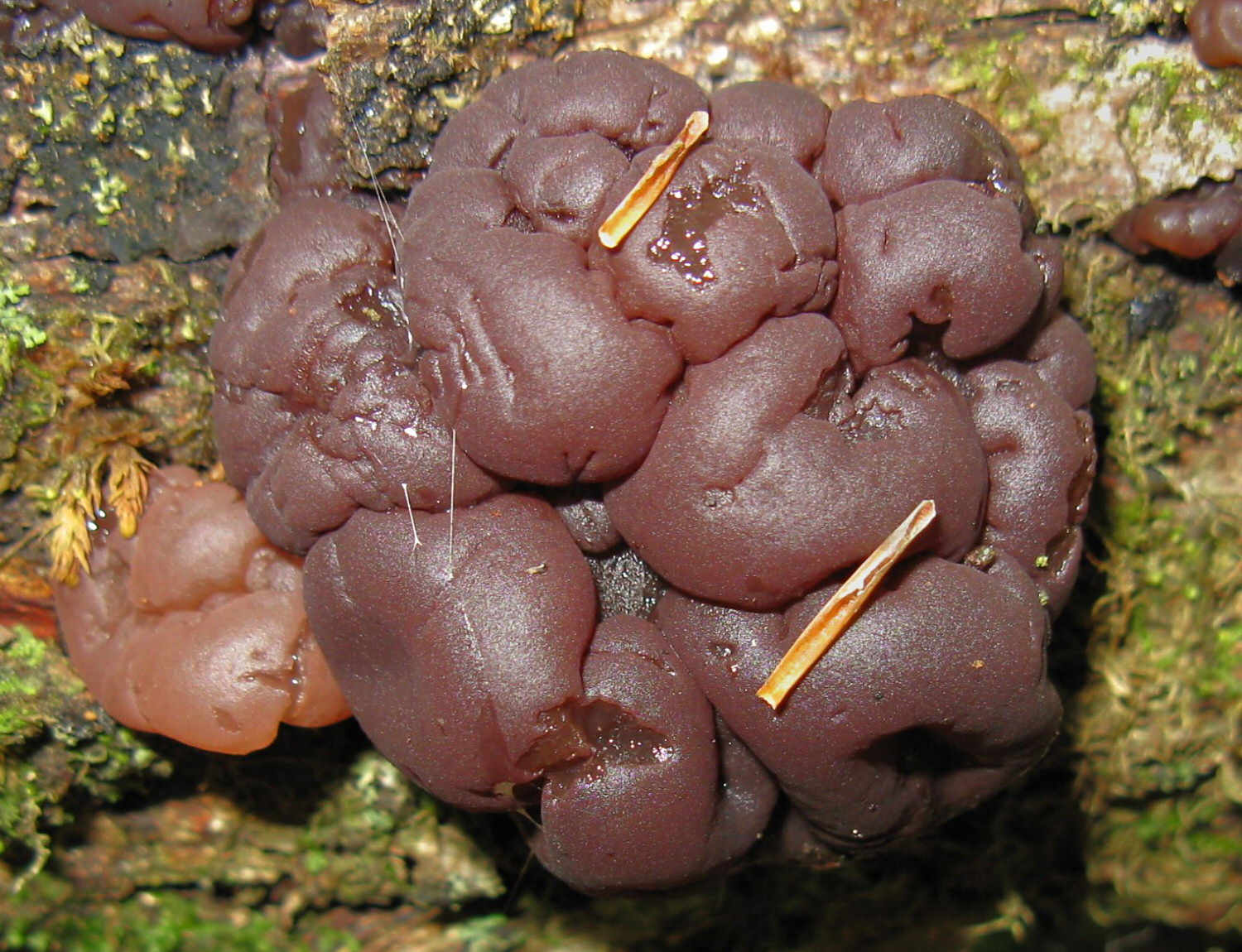
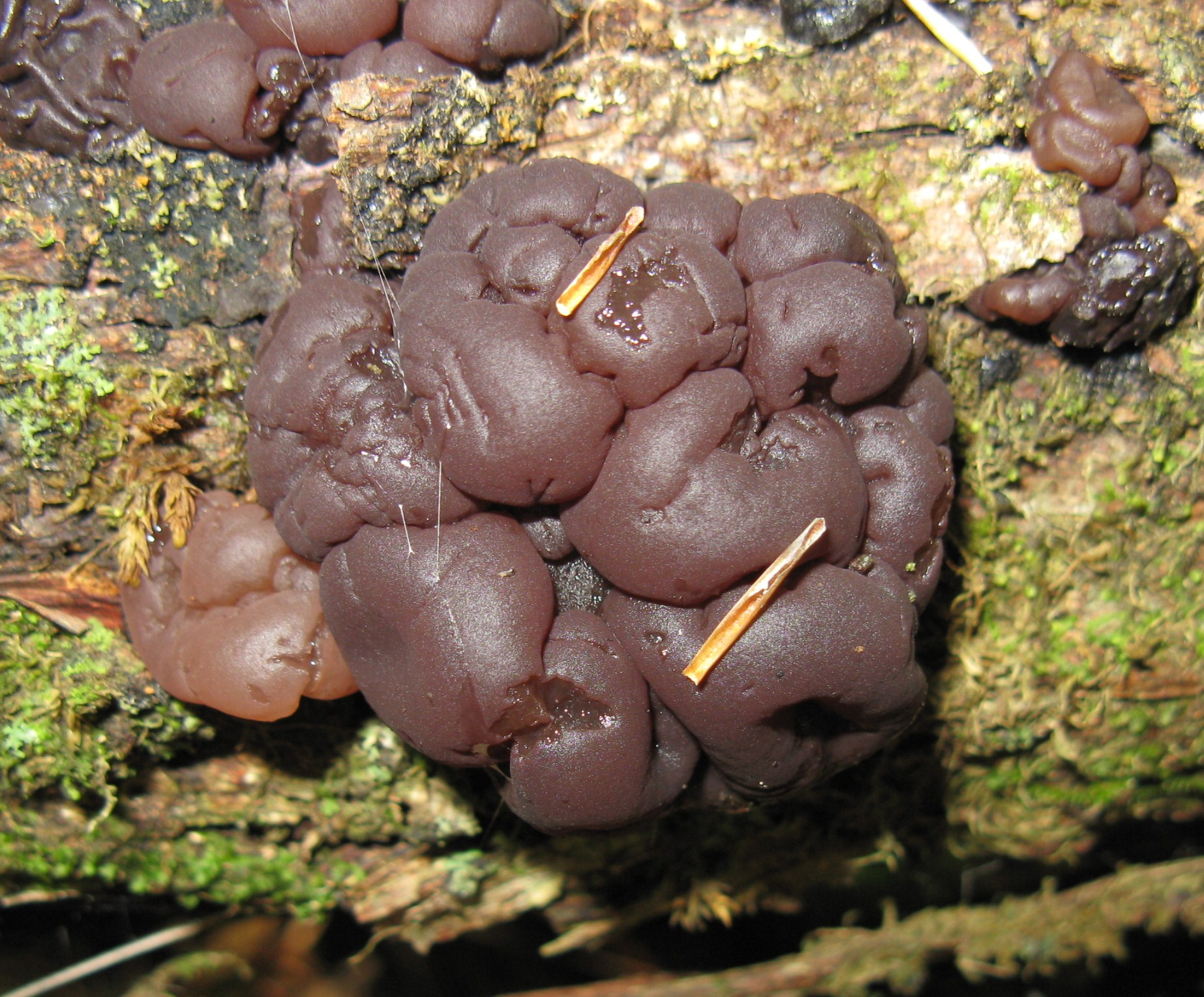